# Homológ sor
A kémiában az olyan hasonló szerkezeti képletű vegyületek sorozatát nevezzük homológ sornak, melyek – ugyanazon funkciós csoport jelenléte következtében – hasonló kémiai tulajdonságokkal rendelkeznek, s melyek fizikai tulajdonságait a fokozatos változás jellemzi a molekula méretének és tömegének növekedése miatt (lásd relatív molekulatömeg). Például az etán forráspontja magasabb, mint a metáné, mivel erősebb Van der Waals (intermolekuláris) erők jellemzik. Ennek oka a molekulát felépítő atomok számának növekedése. A szerves vegyületek homológ sorainak szomszédos tagjai egymástól egy CH2 (metilén) csoportban különböznek.
A homológ szó a görög homologia (ὁμολογία = megegyezés, azonosság) szóból származik.
Ilyen, egymástól 14 tömeg egységgel különböző homológ sort alkotnak például a telített, nyílt láncú szénhidrogének (alkánok vagy paraffinok), az alkének (olefinek), az éterek és az alkinek (acetilének). A telített, nyílt láncú szénhidrogének, az alkánok homológ sora így kezdődik: metán (CH4) etán (C2H6), propán (C3H8), bután (C4H10) és pentán (C5H12). Az egyes tagok egy CH2 csoporttal különböznek a szomszédos tagoktól.
Hasonlóan épül fel az alkoholok homogén sora. A primer alkoholok homológ sora a metanollal (CH4O), az etanollal (C2H6O), a propanollal (C3H8O) és a butanollal (C4H10O) kezdődik.
Az egy homológ sorba tartozó vegyületek közös jellemzője, hogy ugyanazt az atomcsoportot, úgynevezett funkciós csoportot tartalmazzák. A szerves vegyületek legtöbb kémiai tulajdonságát a funkciós csoportjai határozzák meg.
| Homológ sor             | Általános képlet      | Példa        | Funkciós csoport |
| ----------------------- | --------------------- | ------------ | ---------------- |
| Alkánok                 | CnH2n + 2 (n ≥ 1)     | CH4, n = 1   |                  |
| Alkének és cikloalkánok | CnH2n (n ≥ 2)         | C2H4, n = 2  | C = C            |
| Alkinek                 | CnH2n ‒ 2 (n ≥ 2)     | C2H2, n = 2  | C ≡ C            |
| Alkoholok               | CnH(2n + 1)OH (n ≥ 1) | CH4O, n = 1  | – OH             |
| Karbonsavak             | CnH2n+1COOH (n ≥ 0)   | CH2O2, n = 0 | – COOH           |
| Szénhidrátok            | Cn(H2O)n (n ≥ 3)      | C6H12O6      |                  |

ahol n az adott molekulát vagy molekularészletet felépítő szénatomok számát jelenti.

## Fordítás
- Ez a szócikk részben vagy egészben a Homologous series című angol Wikipédia-szócikk fordításán alapul.  Az eredeti cikk szerkesztőit annak laptörténete sorolja fel. Ez a jelzés csupán a megfogalmazás eredetét és a szerzői jogokat jelzi, nem szolgál a cikkben szereplő információk forrásmegjelöléseként.